# Ancistrocerus baluchistanensis
Ancistrocerus baluchistanensis är en stekelart som först beskrevs av Cameron.  Ancistrocerus baluchistanensis ingår i släktet murargetingar, och familjen Eumenidae. Inga underarter finns listade i Catalogue of Life.